# Avril 1521

## Événements
- 23 avril : Bataille de Villalar. La révolte des comuneros est écrasée en Castille.
- 27 avril : Bataille de Mactan, bataille entre les Philippins et les marins de Fernand de Magellan. Il y perd la vie.
- 29 avril : Bataille de Västerås, bataille de la Guerre suédoise de libération.

## Naissances
- 5 avril : Francesco Laparelli, architecte et ingénieur militaire italien (mort en 1570).
- 18 avril : François de Coligny d'Andelot, un des principaux chefs huguenots pendant les guerres de religion en France (mort en 1569).
- 26 avril : Jean Marbach, professeur de théologie protestante et chef de l'Église de Strasbourg entre 1553 et 1581 (mort en 1595).
- 30 avril : Pontus de Tyard, seigneur de Bissy, prélat, écrivain et poète français (mort en 1605)

## Décès
- Isabelle de Viseu, fille du roi Ferdinand de Portugal (née en 1459).
- 20 avril : Ming Wuzong, dixième empereur de la dynastie Ming (né en 1491).
- 24 avril : Juan Bravo, noble castillan connu pour sa participation à la Guerre des Communautés de Castille (né en 1483).
- 27 avril : Fernand de Magellan, navigateur et explorateur portugais (Cf. section Événements ci-dessus) (né vers 1480).